# Społeczeństwo sieciowe
Społeczeństwo sieciowe – jeden z typów społeczeństwa, którego istotą jest sieć relacji społecznych oraz swobodny dostęp do uczestniczenia w różnych organizacjach i grupach społecznych czy kręgach zainteresowań przez jednostkę.
Twórcą i propagatorem tego pojęcia był Manuel Castells. Według niego globalizacja to przede wszystkim swobodny przepływ informacji. Dzięki nowym technologiom ludzkość w społeczeństwie sieci osiągnie stan, w którym każdy będzie pozostawał w relacji z każdym. Bez biurokracji, bez tzw. „zmasowania”, w którym zanika podmiotowość jednostki. Społeczeństwo sieci ma być afirmacją praw jednostki.
W tym ujęciu społeczeństwo jest tożsame z techniką. Castells uważa, że technologia ma tak determinujący wpływ na to, jak funkcjonują społeczeństwa, iż możemy powiedzieć, że „technika jest społeczeństwem”.
Koncepcja społeczeństwa sieciowego stanowi próbę zdefiniowania postmodernistycznej rzeczywistości społecznej oraz ekonomicznej, gdzie zmianie podlega rola jednostki jako obywatela i państwa jako podstawowej formy zrzeszania się jednostek, jak również dotychczasowej struktury i funkcji kapitalistycznej gospodarki. Za istotny czynnik zmian uważa się rozwój nowoczesnych technologii telekomunikacji oraz rozbicie tradycyjnych form interakcji ludzkich.
W tego typu społeczeństwie, będącym jednym z przejawów społeczeństwa informacyjnego jednostka jest określana jako węzeł sieci, co oznacza, że organizuje ona swoje życie prawie wyłącznie dzięki własnym wyborom interakcji z innymi jednostkami. W ten sposób tworzona jest sieć wzajemnych relacji, bardzo często krótkotrwałych. Jednakże jednostki w społeczeństwie sieciowym mogą poprzez Internet czy telefonię komórkową nawiązywać tych relacji potencjalnie nieskończenie wiele, chociaż zdaniem Manuella Castellsa poszukiwanie głębszych kontaktów interpersonalnych odbywać będzie się poza rzeczywistością wirtualną. Organizacja gospodarki w społeczeństwie sieciowym preferuje wykorzystanie technologii komunikacyjnych w postaci pracy na odległość – telepracy, oraz znacznej roli organizacji wirtualnych.
Społeczeństwa sieciowego nie można jednak określić jako zupełnie nowej formy kulturowo-cywilizacyjnej, ponieważ w dużym stopniu bazuje na kapitalistycznych relacjach społecznych i ekonomicznych. W ten sposób społeczeństwo informacyjne nie nabiera charakteru utopijnego ani też technokratycznego. Istniejące podziały społeczne zorganizowane zostają wokół nowej wartości centralnej – informacji, nie zaś pieniądza. W wymiarze globalnym dominację uzyskują technopolie – miasta, które zorganizowane są wokół wspierania rozwoju nowoczesnych technologii, których rywalizacja w globalnym wymiarze określa przejście ku różnych od dotychczasowych modeli sprawowania władzy w ludzkich społecznościach. Społeczeństwo sieciowe, tak jak wcześniej społeczeństwo konsumpcyjne, zyskało wielu zwolenników, jak i przeciwników, a sam termin wskazuje na to jak dużą rolę przypisuje się rozwojowi internetu.